# 8e brigade (Levant)
Pour les articles homonymes, voir 8e brigade.
La 8e brigade est une unité syrienne des troupes spéciales du Levant pendant la Seconde Guerre mondiale, stationnée à Deir ez-Zor et chargée de la défense de la région de l'Euphrate et du Bec de canard.

## Composition
- 5e bataillon du Levant (Raqqa)[2]
- 6e bataillon du Levant (Deir ez-Zor)[2]
- 8e bataillon du Levant (Hassetché)[2]
- 2e compagnie légère du désert (Deir ez-Zor)[1]
- Groupement d'escadrons légers de l'Est-Syrie (Kamichlié)[3] :
  - 23e, 24e, 25e, 26e escadrons légers
  - 30e et 31e escadrons légers (après 1944)
  - Peloton spécial d'automitrailleuses no 5